# Yousuke Ito
Yousuke Ito (伊藤 陽佑) (Sapporo, Japão, 7 de Julho de 1984), é um ator e cantor japonês.

## Filmografia

### Filmes
| Ano  | Título original                                        | Título em português | Papel                | Observações |
| 2004 | Tokusou Sentai Dekaranger The Movie: Full Blast Action |                     | Sen-Chan / DekaGreen |             |
| 2005 | Tokusou Sentai Dekaranger vs. Abaranger                |                     | Sen-Chan / DekaGreen |             |
| 2006 | Mahou Sentai Magiranger vs. Dekaranger                 |                     | Sen-Chan / DekaGreen |             |

### Tokusatsu
| Ano  | Título original           | Título em português | Papel                | Observações     |
| 2004 | Tokusou Sentai Dekaranger |                     | Sen-Chan / DekaGreen | TV Asahi        |
| 2010 | Tensou Sentai Goseiger    |                     | Magis                | ep 10, TV Asahi |

### Dublagem
| Ano  | Título original                   | Título em português | Papel                          | Observações |
| 2011 | Power Rangers: Space Patrol Delta |                     | Bridge Carson/SPD Green Ranger |             |

## Discografia

### Singles
| Lançamento         | Álbum    | Obs.:                                      |
| ------------------ | -------- | ------------------------------------------ |
| 31 de maio de 2006 | One Star | Tema de Encerramento de Digimon Data Squad |